# 陳蘭疇
陳蘭疇，福建侯官县人，清朝政治人物、進士出身。

## 生平
嘉慶元年（1796年）登進士，改翰林院庶吉士。嘉庆十二年八月二十一（1807年9月22日），由湖广道御史调任廣西學政。